# Pseudopallene collaris
Pseudopallene collaris là một loài nhện biển trong họ Callipallenidae. Loài này thuộc chi Pseudopallene. Pseudopallene collaris được miêu tả khoa học năm 2002 bởi Turpaeva.